# (715) Transvaalia
(715) Transvaalia ist ein Asteroid des Hauptgürtels, der am 22. April 1911 vom südafrikanischen Astronomen Harry Edwin Wood in Johannesburg entdeckt wurde. 
Der Name des Asteroiden ist von der südafrikanischen Provinz Transvaal abgeleitet.
Dieser Asteroid wurde als Objekt 1920 GZ wiederentdeckt, jedoch nicht richtig identifiziert. Daher trug er einige Jahre lang zusätzlich den Namen (933) Susi. Als der Irrtum bemerkt wurde, behielt man den ursprünglichen Namen bei. Die Bezeichnung (933) Susi wurde auf das Objekt 1927 CH übertragen.